# Iryna Waskouskaja
Iryna Leanidauna Waskouskaja (belarussisch Ірына Леанідаўна Васькоўская, engl. Transkription Iryna Leanidauna Vaskouskaya; * 2. April 1991 in Baryssau, BSSR, Sowjetunion) ist eine belarussische Leichtathletin, die sich auf den Dreisprung spezialisiert hat. 

## Sportliche Laufbahn
Erste internationale Erfahrungen sammelte Iryna Waskouskaja bei den U23-Europameisterschaften 2011 in Ostrava, bei denen sie mit 12,66 m in der Qualifikation ausschied. Zwei Jahre später belegte sie bei den U23-Europameisterschaften in Tampere mit einer Weite von 13,35 m den sechsten Platz. 2016 schied sie bei den Hallenweltmeisterschaften in Portland mit 13,28 m in der Qualifikation aus, wie auch bei den Europameisterschaften in Amsterdam mit 13,61 m. Dennoch qualifizierte sie sich für die Olympischen Spiele in Rio de Janeiro, bei denen 13,35 m aber nicht für einen Finaleinzug reichten. Im Jahr darauf schied sie bei den Halleneuropameisterschaften in Belgrad mit 13,85 m ebenfalls in der Qualifikation aus. 2018 erreichte sie bei den Hallenweltmeisterschaften in Birmingham mit einer Weite von 13,81 m Rang 14. Hingegen schied sie bei den Europameisterschaften in Berlin mit 13,90 m erneut in der Qualifikation aus, wie auch bei den Halleneuropameisterschaften 2019 in Glasgow mit 13,79 m. Im Sommer nahm sie an den Weltmeisterschaften in Doha teil, verpasste dort aber mit 13,67 m den Finaleinzug. 2021 schied sie bei den Halleneuropameisterschaften in Toruń mit 13,30 m in der Qualifikation aus.
In den Jahren von 2016 bis 2020 wurde Waskouskaja belarussische Meisterin im Dreisprung im Freien sowie von 2016 bis 2019 und 2021 auch in der Halle.

## Persönliche Bestleistungen
- Dreisprung: 14,24 m (+0,3 m/s), 1. August 2020 in Minsk
  - Dreisprung (Halle): 14,30 m, 3. Februar 2018 in Homel